# Årøysund
Årøysund es una localidad de la provincia de Vestfold en la región de Østlandet, Noruega. Al 1 de enero de 2017 tenía una población estimada de 1624 habitantes.
Se encuentra ubicada al sureste del país, a poca distancia al sur de Oslo, al oeste de la frontera con Suecia, y junto a la costa occidental del fiordo de Oslo.